# Мирное (Крым)
Ми́рное (до 1945 года Сарайлы́-Кия́т; укр. Мирне, крымскотат. Saraylı Qıyat, Сарайлы Къыят) — село в Симферопольском районе Республики Крым, центр Мирновского сельского поселения (согласно административно-территориальному делению Украины — Мирновского сельского совета Автономной Республики Крым).

## Население
| 2001 | 2014  | 2021    |
| ---- | ----- | ------- |
| 8468 | ↗9284 | ↗10 921 |

Всеукраинская перепись 2001 года показала следующее распределение по носителям языка
| Язык             | Процент |
| ---------------- | ------- |
| русский          | 82,06   |
| крымскотатарский | 8,94    |
| украинский       | 7,55    |
| другие           | 0,38    |

### Динамика численности
- 1989 год — 9344 чел.[12]
- 2001 год — 8468 чел.[13]
- 2014 год — 9274 чел.[14]

## Современное состояние
В Мирном около полутора сотен улиц и переулков, площадь села 726,8 гектара. Территория села состоит из двух чересполосных (несмежных) земельных массивов: один имеет площадь 378,80 га, а второй — 348,0 га.
В селе действуют два муниципальных бюджетных общеобразовательных учреждения — Мирновские школы № 1 и № 2, два детских сада — «Золотой ключик» и «Солнышко», сельская амбулатория, церковь Воскресения Христова и мечеть «Сарайлы-Кыят джамиси».

## География
Село Мирное расположено в самом центре района, фактически — северо-западная окраина Симферополя на левом берегу Салгира. Железнодорожная станция Симферополь — примерно в 2 километрах, высота центра села над уровнем моря 221 м.

## История
29 марта 1921 года, по рекомендации Крымревкома, на базе национализированного имения Абрама Исааковича Пастака площадью 1200 десятин, в составе Подгородне-Петровского района Симферопольского уезда, был образован совхоз «№ 1 ГПУ» — птицеводческое хозяйство (в 1925 году переименованный в совхоз ГПУ «Красный»). В 1922 году уезды получили название округов. 11 октября 1923 года, согласно постановлению ВЦИК, в административное деление Крымской АССР были внесены изменения, в результате которых был ликвидирован Подгородне-Петровский район и образован Симферопольский и село включили в его состав.. До 1940 года при совхозе действовала детская трудовая колония для беспризорниц-девочек.
В годы Великой Отечественной войны на территории совхоза «Красный» фашисты использовали организовали концлагерь, где уничтожались советские военнопленные и мирные жители, в основном евреи и крымчаки. Однако местные жители и историки приводят информацию, что в этом же селе ещё до начала Второй мировой войны действовал лагерь НКВД, где производилось уничтожение «неугодных». 8 мая 2015 года крымскими властями в селе был открыт мемориал памяти, посвящённый концлагерю «Красный», организованный нацистами.
В 1944 году, после освобождения Крыма от фашистов, 12 августа 1944 года было принято постановление № ГОКО-6372с «О переселении колхозников в районы Крыма» и в сентябре 1944 года в район из Винницкой области переселялись семьи колхозников. С 25 июня 1946 года совхоз в составе Крымской области РСФСР, а 26 апреля 1954 года Крымская область была передана из состава РСФСР в состав УССР. Решением Крымоблисполкома от 8 сентября 1958 года № 133 населённому пункту при совхозе «Красный» присвоено название посёлок Мирное, в том же году повышен в статусе до села и Каховский сельсовет переименован в Мирновский с центром в селе Мирное.
Указом Президиума Верховного Совета УССР «Об укрупнении сельских районов Крымской области», от 30 декабря 1962 года Симферопольский район был упразднён и село присоединили к Бахчисарайскому. 1 января 1965 года, указом Президиума ВС УССР «О внесении изменений в административное районирование УССР — по Крымской области», вновь включили в состав Симферопольского. В 1971 году совхоз «Красный» переименован в им. Дзержинского, просуществовавший до наших дней. В период с 1960 года, когда сёла ещё числились отдельными населёнными пунктами, по 1968 год к Мирному присоединены Каховское, как Каховка и Богдановка (согласно справочнику «Крымская область. Административно-территориальное деление на 1 января 1968 года» — с 1954 по 1968 год). С 12 февраля 1991 года село в восстановленной Крымской АССР, 26 февраля 1992 года переименованной в Автономную Республику Крым. С 21 марта 2014 года в составе С 21 марта 2014 года — в составе Республики Крым России.